# Отоцкий, Павел Владимирович
Па́вел Влади́мирович Ото́цкий, (чеш. Pavel Vladimirovič Otockij; 1866—1954) — российский почвовед и гидрогеолог, один из организаторов и первый редактор журналов «Почвоведение» (1899) и «Гидрогеологический вестник» (1914).

### Биография
Родился 12 (24) января 1866 года в Санкт-Петербурге в семье отставного поручика Владислава Константиновича и его жены Анны Егоровны, урождённой Олендской. Изменение отчества связано с принятием Отоцким в детские годы православия.
Обучался в Ревельской Александрийской гимназии, которую окончил в 1885 году. В этом же году Павел Владимирович поступил на Физико-математический факультет Санкт-Петербургского университета, но проучившись в нём год, перевёлся в Военно-медицинскую академию. Однако через два года, в 1888 году вновь возвратился в университет и закончил его полный курс в 1892 году..

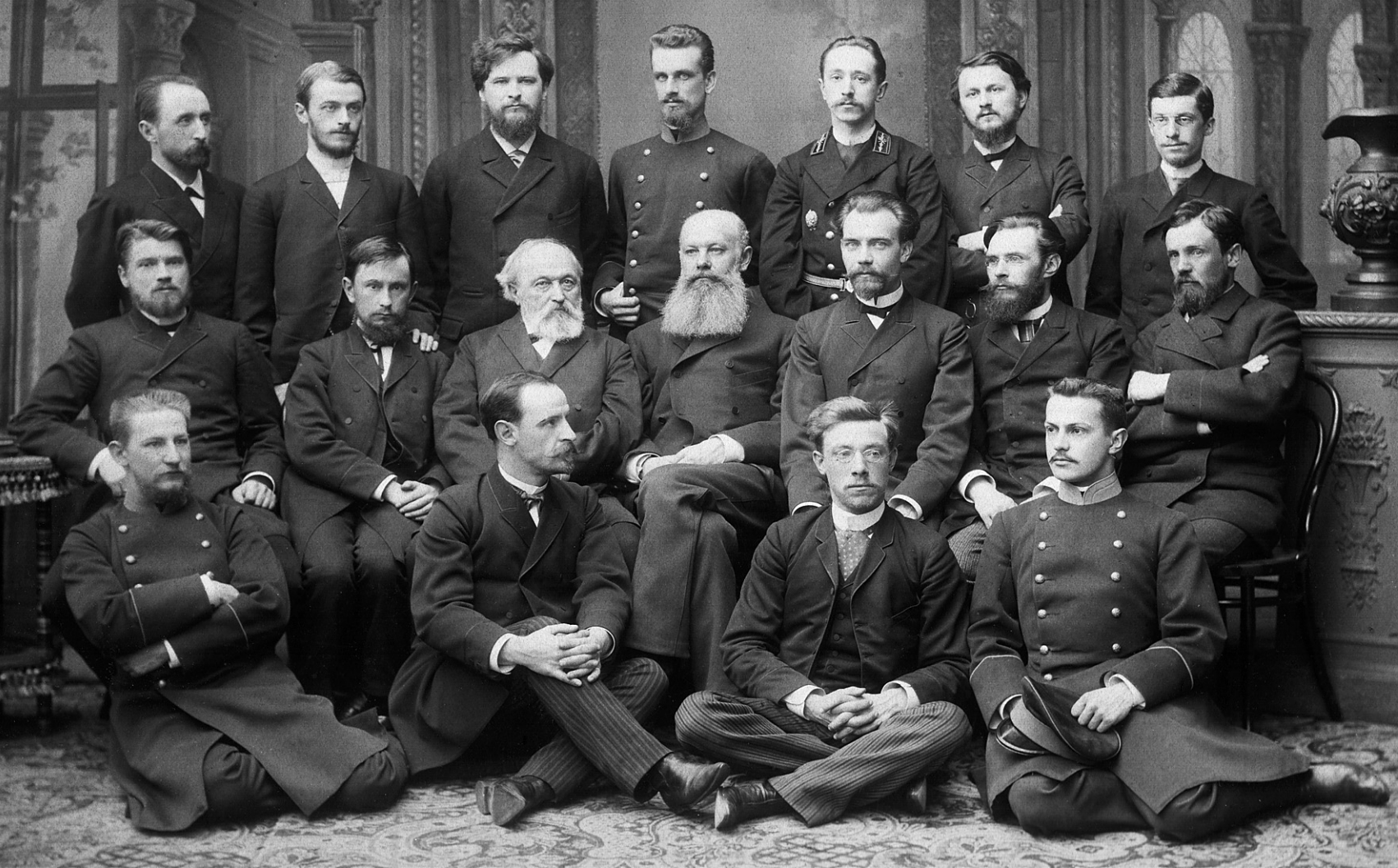
В экспедиции В. В. Докучаева (стоит в центре верхнего ряда), 1982—1893

Во второй период обучения в Санкт-Петербургском университете на трудолюбивого студента обратил внимание В. В. Докучаев. После второго курса по его поручению Отоцкий принял участие в комплексном обследовании имения Воронцовка Воронежской губернии вблизи Шипова леса. Почвенно-геологическое обследование проводил А. С. Георгиевский, геоботаническое — Г. И. Танфильев, изучение грунтовых вод было поручено П. В. Отоцкому. Работы первого полевого сезона определили дальнейшие научные интересы Отоцкого. Со студенческих лет он участвовал в работах Полтавской и Особой экспедиций В. В. Докучаева.
В 1893—1904 годах — консерватор Минералогического кабинета Физико-математического факультета СПбУ
В 1907 году защитил в Учёном совете Санкт-Петербургского университета магистерскую диссертацию, посвящённую грунтовым водам.
В 1907—1916 годах — приват-доцент кафедры географии и этнографии, секретарь Почвенной комиссии ВЭО.
Автор монографии в трех частях «Грунтовые воды, их происхождение, жизнь и распределение».
После Октябрьской революции 1917 года П. В. Отоцкий не вернулся из научной командировки в Швецию.
В 1917—1920 годах жил в Стокгольме
С 2 марта 1922 года жил и преподавал в Праге, Чехословацкая республика. Профессор Русского юридического факультета. Представлял Чехословакию на съездах отделения гидрологических наук Международного геодезического и геофизического союза (1927) и Международного общества почвоведения (1932).
В июле 1949 года переехал к дочери в Стокгольм.
Скончался 28 мая 1954 года в Стокгольме. Похоронен на кладбище Husby-Rekarne.

## Научно-организационная работа

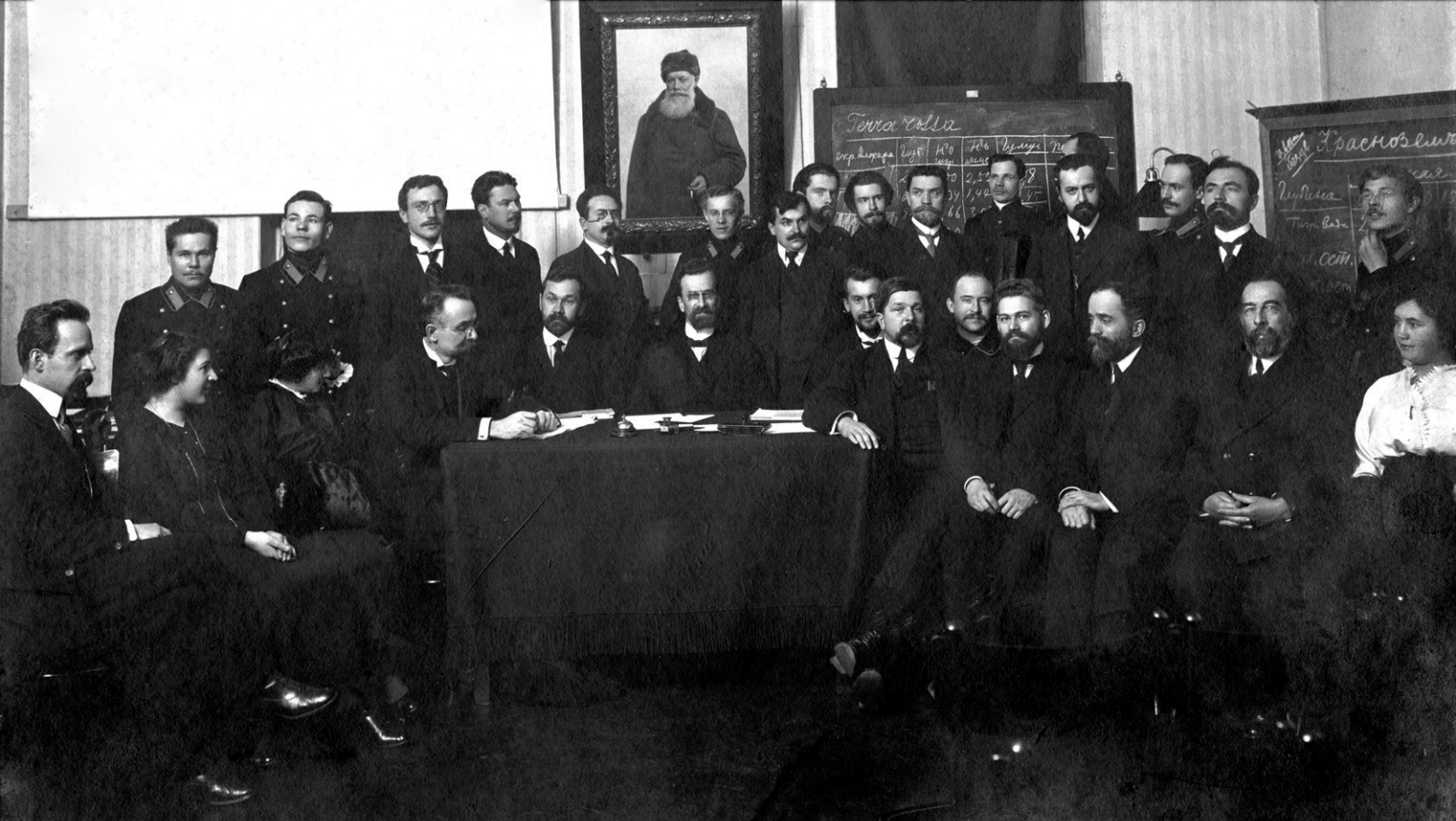
В Докучаевском почвенном комитете, 1913—1917

Более двадцати лет П. В. Отоцкий вёл большую научно-организационную работу (до 1918 года):
- с 1898 — секретарь Почвенной комиссии ИВЭО
- с 1899 — один из снователей и первый редактор журнала «Почвоведение»
- с 1904 — организатор и директор Педологического музея им. В. В. Докучаева при ВЭО.
- с 1913 — товарищ председателя (заместитель) Докучаевского почвенного комитета, и издатель научного журнала «Известя Докучаевского почвенного комитета».
- с 1910 — председатель Постоянной Гидрологической комиссии Русского географического общества
- с 1914 — основатель и редактор (вместе со А. Д. Стопневичем) журнала «Гидрогеологический вестник».

## Семья
- Жена: скончалась в 1929 году в городе Брюссель.
- Дочери:
  - Елена (род. 1906)
  - Ирина (в зам. Норденскольд, 1918—2004).

## Членство в организациях
- Почвенная комиссия ВЭО (c 1912 года — Докучаевский почвенный комитет).
- Императорское Русское географическое общество

Принимал участие в работе русских эмигрантских организаций в Праге
- Русский институт
- Чешско-русское профессорское квартирное и строительное товарищество
- Русская академическая группа Братства для погребения православных русских граждан и для охраны их могил в Чехословакии (1935—1939).

## Библиография

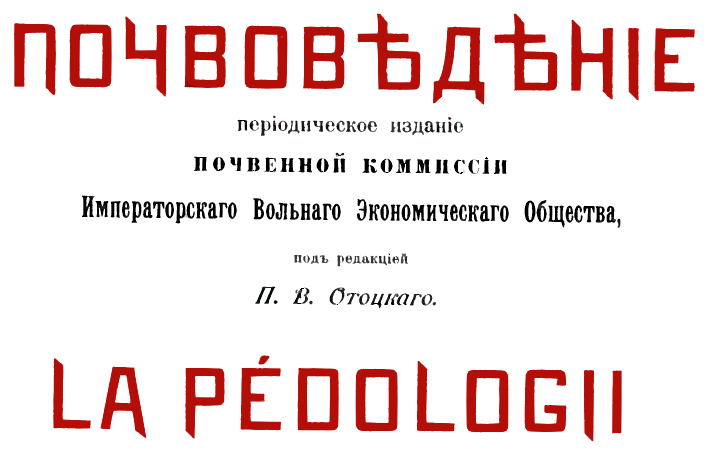
Журнал Почвоведение, 1900